# Стрелецкая слобода (исторический район Курска)

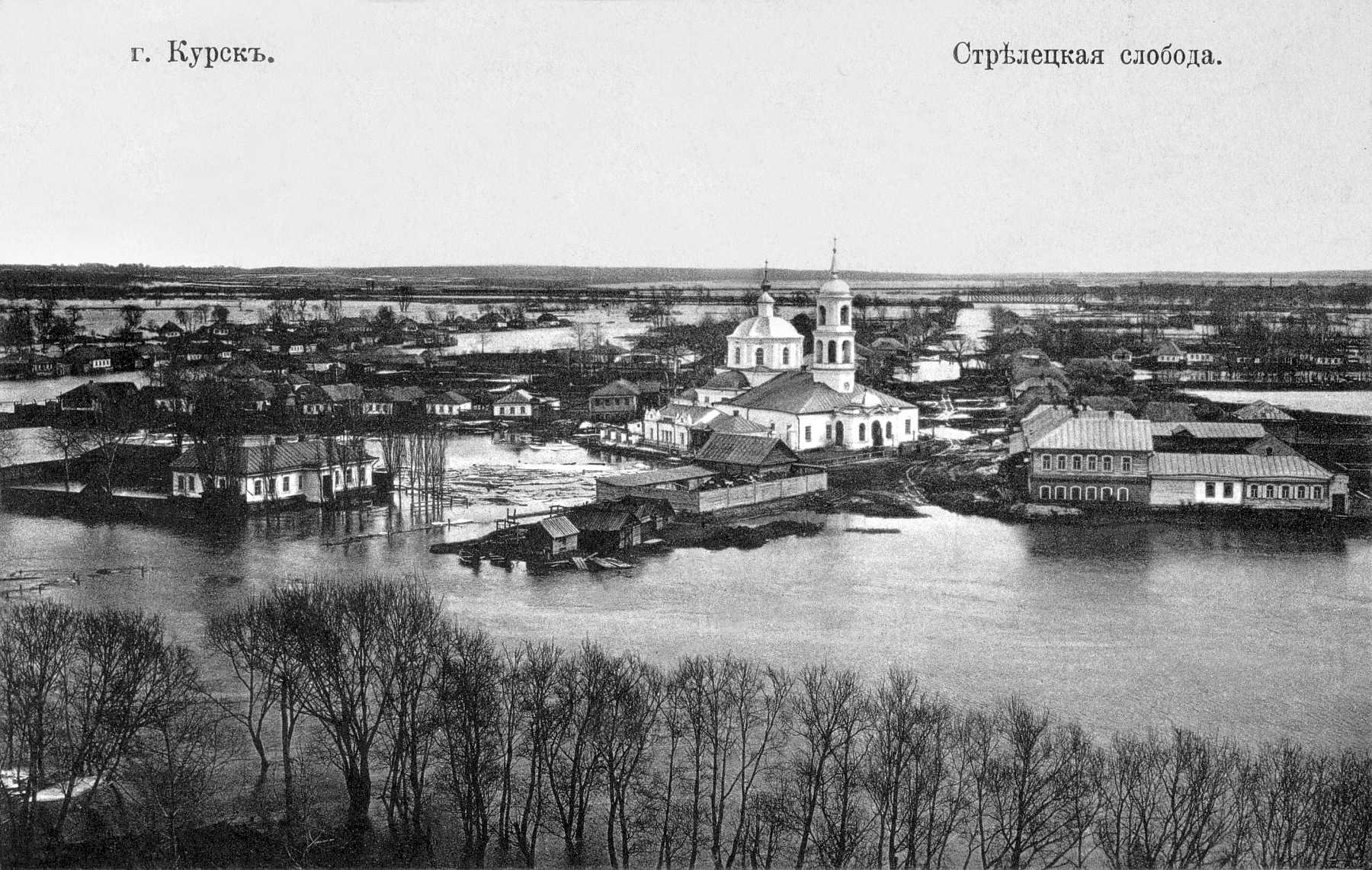
Стрелецкая слобода. Половодье. Почтовая карточка начала XX века. В центре кадра Николаевский храм. Справа от него начало Церковной улицы. Вдали Кривецкий мост (3-й мост Курской городской железнодорожной ветки)

Стреле́цкая слобода́ — исторический район современного Железнодорожного округа города Курска, располагающийся под обрывом на левом берегу реки Тускарь к северу от улицы Малых (бывшей Раздельной), отделяющей Стрелецкую слободу от Цыганского бугра и Очаковской слободы.
Включает улицы 1-ю Стрелецкую, 2-ю Стрелецкую, 3-ю Стрелецкую, 4-ю Стрелецкую, 5-ю Стрелецкую, 2-ю Новосёловку, Борзенковскую, Бочаровскую, Водяную, Гунатовскую, Комсомольскую, Курбатовку, Лазурную, Луговскую, Малую Новосёловку, Нижнюю Раздельную, Новосёловку, Новую Бочаровскую, Пост Кривец, Стрелецкую Набережную, Сушковскую, Тимскую, а также переулки: Комсомольский, 1-2 Комсомольский, 2-й Комсомольский, 3-й Комсомольский, 1-й Раздельный, 2-й Раздельный, 3-й Раздельный, 1-й Средний, 2-й Средний, 3-й Средний, 1-й Стрелецкий, 2-й Стрелецкий, 3-й Стрелецкий, 4-й Стрелецкий, 5-й Стрелецкий, 6-й Стрелецкий, 7-й Стрелецкий, 1-й Тимский, 2-й Тимский, 3-й Тимский, 4-й Тимский, 5-й Тимский, 6-й Тимский, 7-й Тимский, Борзенковский, Курбатовский, Малый Кривецкий, Кривецкий, Новосёловский, проезды Гунатовский и Стрелецкий.

## Происхождение названия
Название района происходит от рода занятий поселившихся там слободчан — стрельцов.

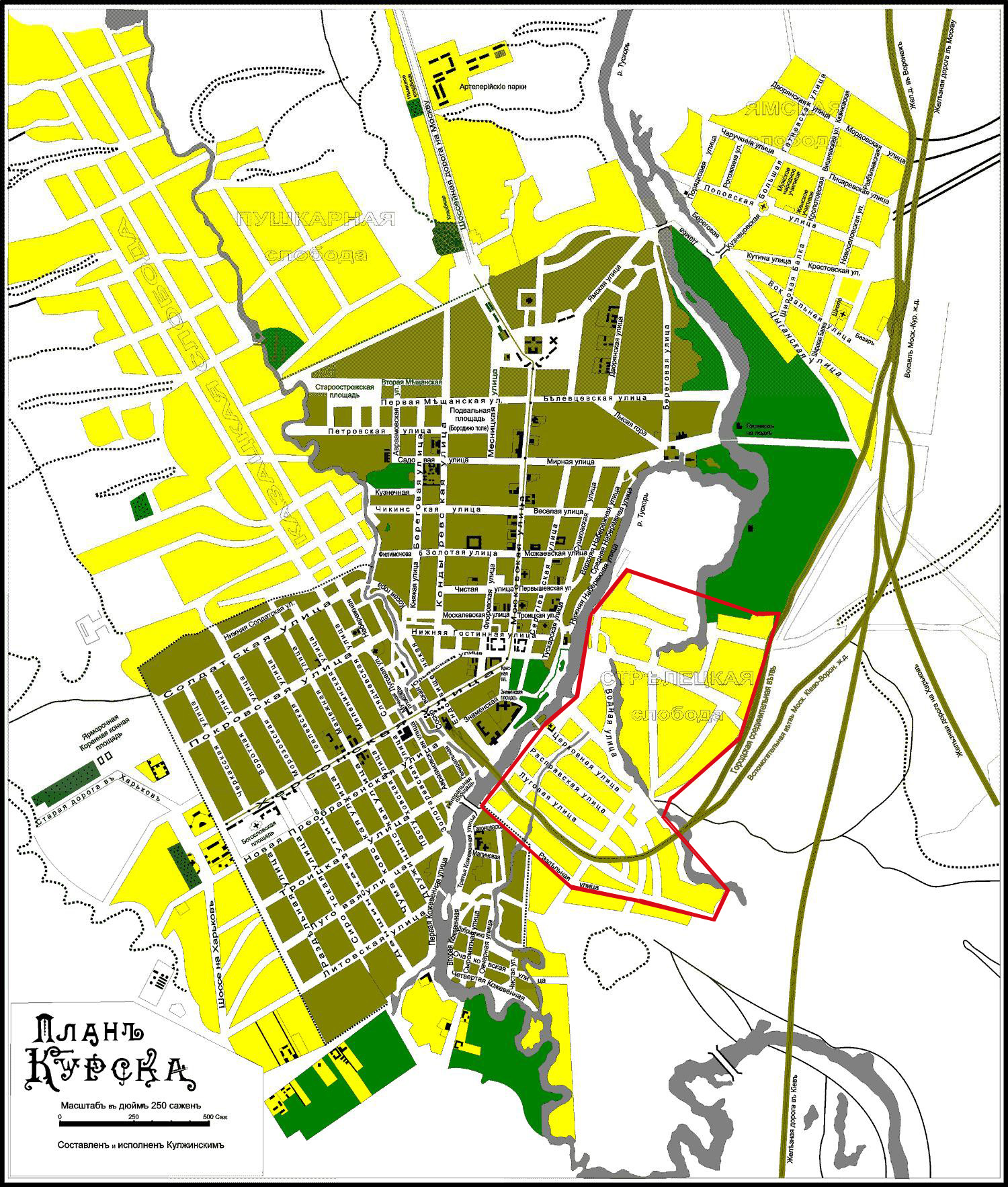
План Курска, 1902 год. Красным цветом выделены границы Стрелецкой слободы

## История
После восстановления Курской крепости в конце XVI века население города начинает быстро расти. Из Москвы и других городов в Курск для защиты крепости царь Федор Иоанович переводит служилых людей, в том числе стрельцов, которым город обязан в появлении Стрелецкой слободы, которая стала одной из первых слобод в Курске после его возрождения. В 1626 году в Курске и уезде служило: детей боярских — 864 человека, казаков — 299 человек, стрельцов — 200 человек, пушкарей и других — 39 человек. В 1782 году Курск получил градостроительный план, утвержденный Екатериной II, по которому Стрелецкая слобода, занимавшаяся хлебопашеством, с переустройством Курска уже не могла располагаться на старом месте. Было решено переместить её на окраину, за городские границы. Так как стрельцы имели под городом свои земли, выделенные им и их семьям за службу в Курской крепости, слободчан в административном порядке переселили на них, таким образом слобода переместилась за реку Тускарь, на своё нынешнее место.
Основным занятием жителей Стрелецкой слободы тогда стало огородничество, чему способствовали плодородные чернозёмы, а также весенние половодья, затапливавшие огороды, при этом хорошо удобрявшие землю наносным илом. Ещё одним широко распространённым в Стрелецкой слободе промыслом был перевоз жителей на лодках через реки, а также катание отдыхающих горожан или сдача лодок напрокат (катание на лодках в то время было любимым развлечением курян).
В Стрелецкой слободе в 1784 году имелось 6 тысяч десятин удобной земли, проживало 613 человек. По переписи населения 1865 года в Стрелецкой слободе проживало: мужчин — 2441, женщин — 2302, в подавляющем большинстве русские (в слободе также жило 34 цыгана). По сословию большинство жителей были государственными крестьянами, небольшое количество отставных солдат с семьями. По роду деятельности распределение было таким: занимались огородничеством 2053 человека, хлебопашеством — 49, торговлей — 10, извозом — 16, кожевников было 37, башмачников — 36, печников — 30 и портных — 23.
Административно население Стрелецкой слободы подчинялось уездным властям Курского уезда, а сама слобода являлась волостным центром, в Стрелецкую волость входили деревни Духовец, Косторная, Сныхино (Моква) и Соколья Дубрава. Ещё в конце XIX века городской думой подымался вопрос о присоединении пригородной Стрелецкой слободы к городу, однако этому противодействовали сами слободчане из-за нежелания повышения налогового бремени в случае присоединения. Необходимо отметить, что несколько лет спустя сложилась обратная ситуация: сами городские власти препятствовали включению слободы в городское хозяйство по причине санитарного неблагополучия.
После Октябрьской революции был образован Стрелецкий сельсовет. 22 мая 1921 года Стрелецкая слобода преобразована приказом Курского губисполкома из волостного центра в районный, в ней образован райсовет, а входившие в Стрелецкую волость населённые пункты переданы в Казацкую волость. 14 июня 1924 года Казацкая волость упразднена, а Стрелецкий сельсовет был включён в Ямскую волость. 30 июля 1928 года Ямская волость была упразднена, а Стрелецкий сельсовет был включён в состав Курского района, в январе 1935 года Курский район был разделён на три района и Стрелецкий сельсовет вошёл в состав Стрелецкого района. В городскую черту Курска слобода включена по указу Президиума Верховного Совета РСФСР от 19 сентября 1939, став частью Кировского района.

## Фотогалерея

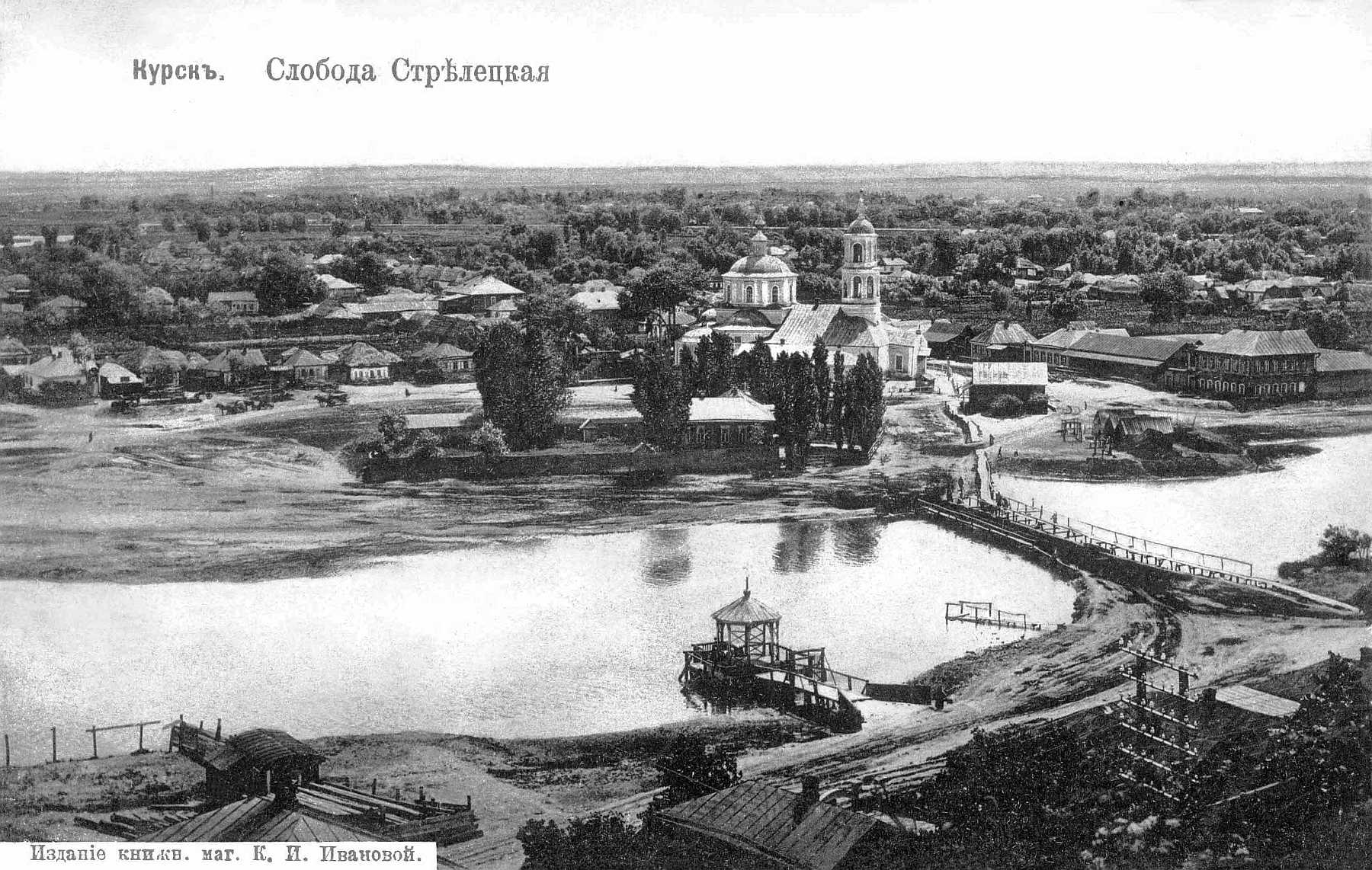
Слобода Стрелецкая. Вид с набережной на Николаевскую церковь, Церковный мост и иордань
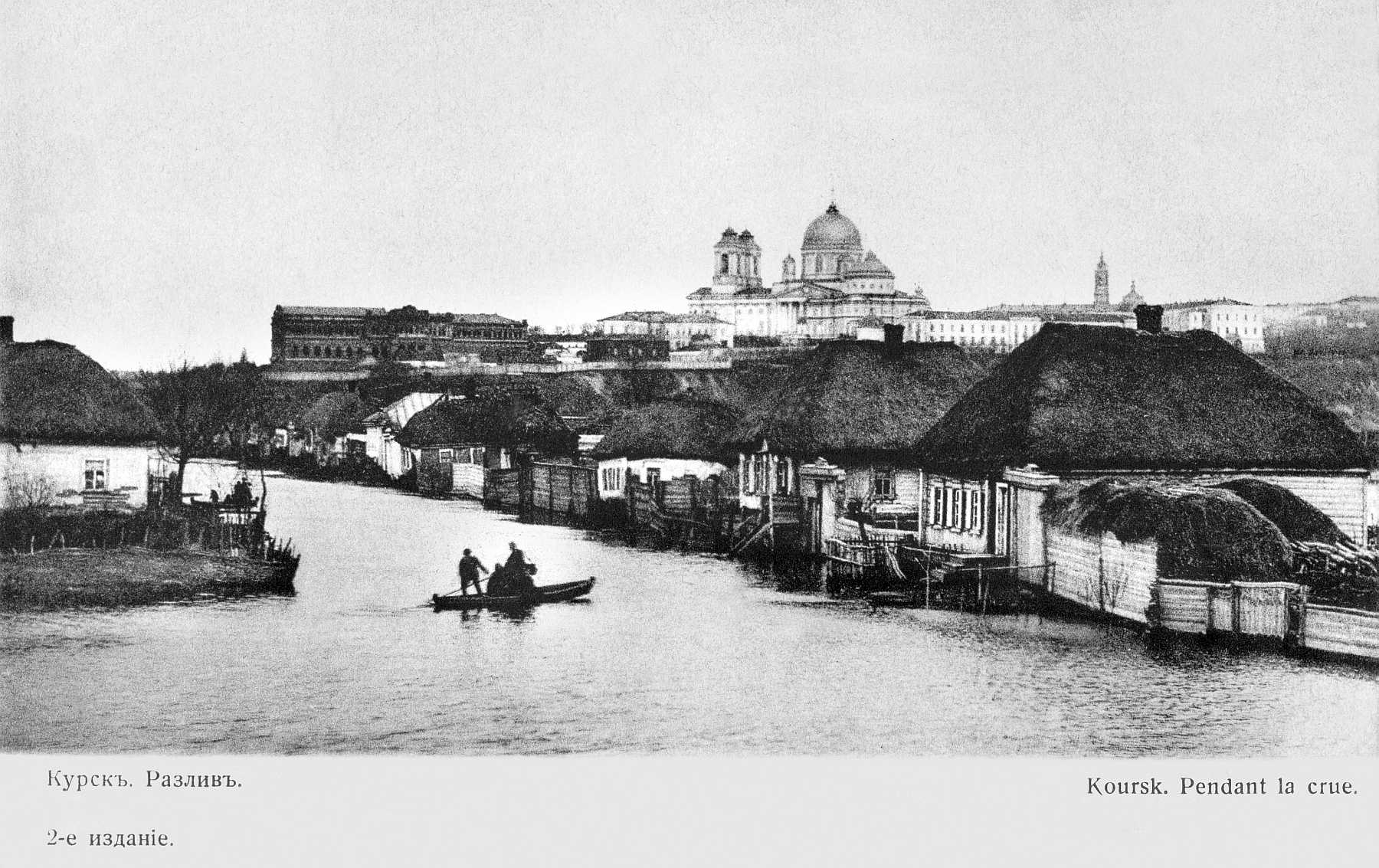
Половодье в Стрелецкой слободе. Вид с берега протоки Ровец в сторону городища. Лодочная переправа на Луговской ул. Вдали дворянское собрание, Знаменский монастырь, присутственные места, Флоровская церковь
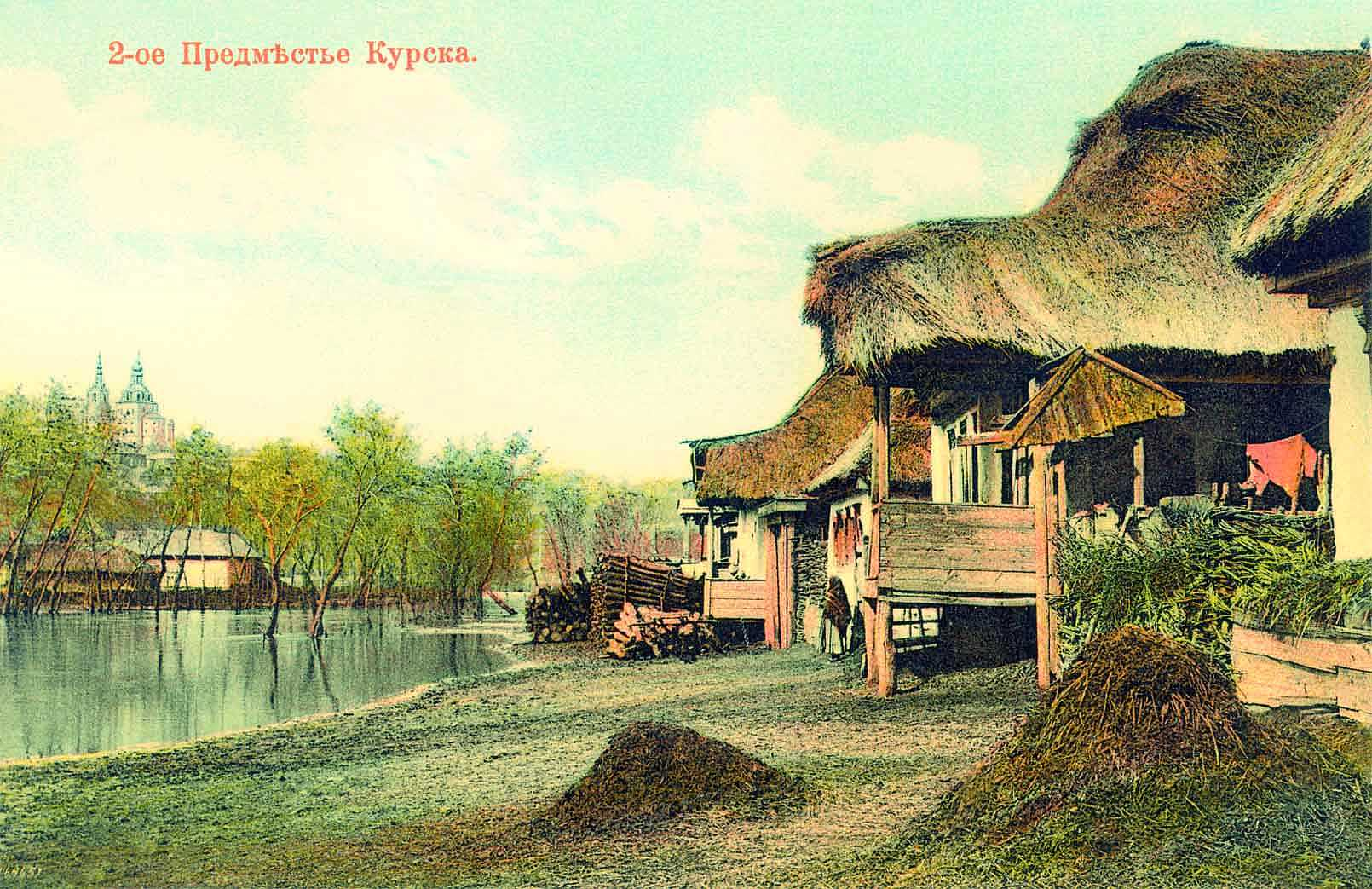
2-е предместье Курска. Половодье в Стрелецкой слободе. Хаты под соломой справа у воды. Вдали Сергиевский собор
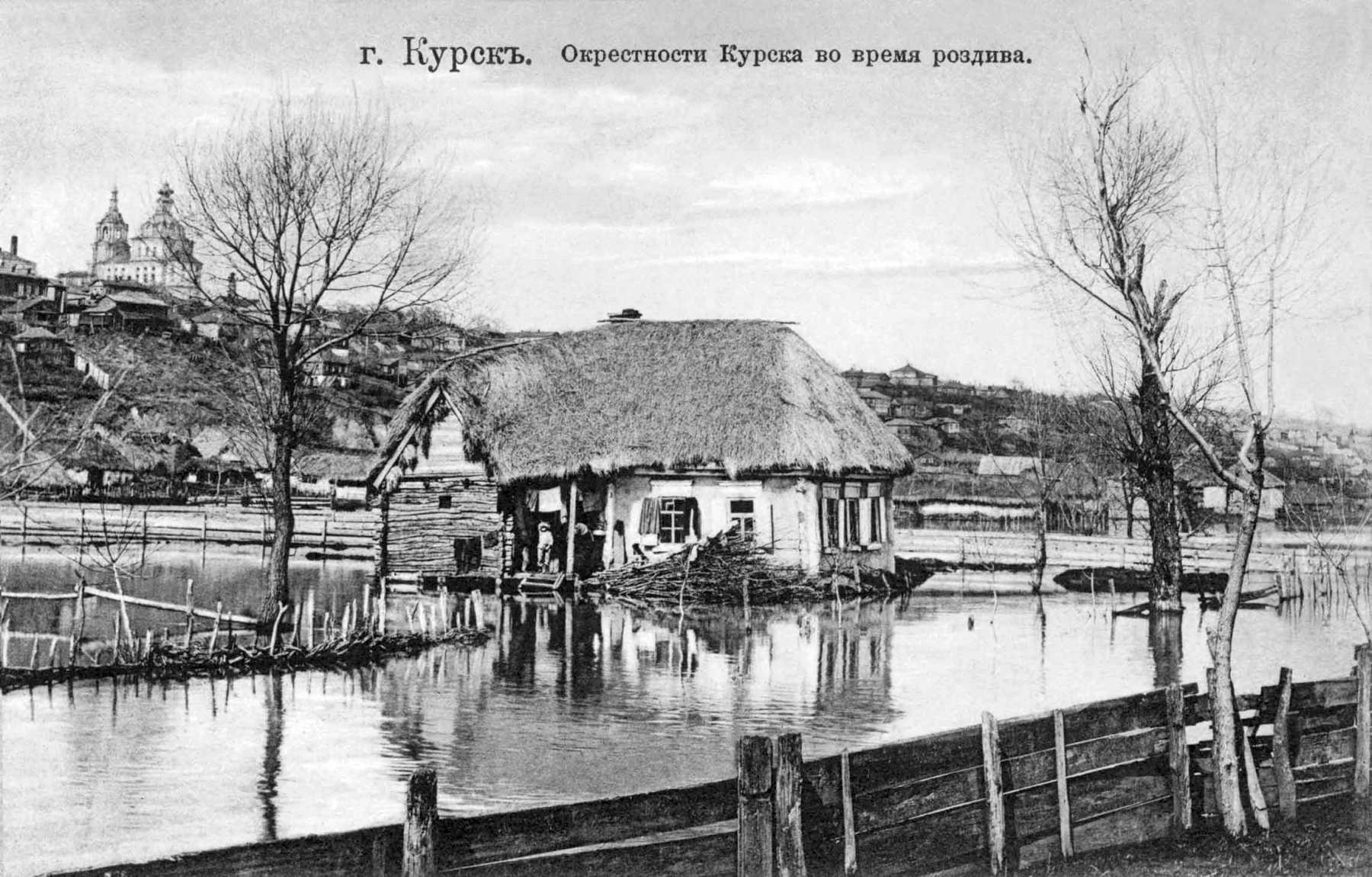
Окрестности Курска во время разлива. Половодье в Стрелецкой слободе. Хата под соломой, мальчик на пороге. За рекой на горе Сергиевский собор